# Нижнемамберамские языки
Нижнемамберамские языки — недавно предложенная языковая семья, связывающая 2 языка — варембори и йоке — вдоль северного побережья провинции Папуа в Индонезии, недалеко от устья реки Мамберамо.
Языки варембори и йоке были перечислены как изоляты в широко используемой классификации Стивена Вурма. Донохью (1998) показал, что они связаны с общими морфологическими нарушениями. Росс (2007) классифицировал варембори как австронезийский язык на основе местоимений; однако, Донохью утверждает, что они заимствованы, поскольку местоимения «я» и «ты» наиболее устойчивы к заимствованию, не похожи на австронезийскую или любую другую языковую семью. Особые префиксы напоминают язык кверба, но нижнемамберамские не имеют ничего общего с этой семьёй. Донохью утверждает, что они образуют самостоятельную семью, хотя одна может быть связана с другой папуасской семьёй, которая была широко под австронезийским влиянием, особенно в случае с варембори.